# HD344517
HD344517 — хімічно пекулярна зоря спектрального класу B8, що має видиму зоряну величину в смузі V приблизно  9,9.
Вона  розташована на відстані близько 1503,0 світлових років від Сонця.

## Фізичні характеристики
Телескоп Гіппаркос зареєстрував фотометричну змінність  даної зорі з періодом    0,68 доби в межах від  Hmin=10,16 до  Hmax= 9,95.